# Konsten att gråta i kör
Konsten att gråta i kör (da: Kunsten at Græde i Kor), är en dansk tragikomisk film från 2007 regisserad av Peter Schønau Fog. Jannick Lorenzen och Jesper Asholt är två av huvudpersonerna. 

## Handling
Filmen handlar om en elvaåring som kämpar för att hålla ihop sin bisarra familj med sin skymfande far, förnekande mor och rebelliska dotter under 1970-talets sociala oro. Den är baserad på en roman av Erling Jepsen, filmmanuset är skrivet av Bo Hr. Hansen. År 2007 fick filmen både bodil- och robertpriset för bästa danska film. 

## Skådespelare
| Jannik Lorenzen          | – Allan                     |
| Jesper Asholt            | – Father                    |
| Hanne Hedelund           | – Mother                    |
| Julie Kolbech            | – Sanne (som Julie Kolbeck) |
| Thomas Knuth-Winterfeldt | – Asger                     |
| Rita Angela              | – Grandmother               |
| Gitte Siem               | – Aunt Didde                |
| Lene Tiemroth            | – Psychiatrist              |
| Bjarne Henriksen         | – Budde                     |
| Sune Thomsen             | – Per                       |
| Hans Henrik Voetmann     | – Dr. Madsen                |
| Laura Kamis Wrang        | – Mrs. Budde                |
| Camilla Metelmann        |                             |